# What a Life
What a Life es el miniálbum debut de EXO-SC, la segunda subunidad de EXO. Fue lanzado el 22 de julio de 2019 por SM Entertainment y distribuido por Dreamus con un total de seis canciones.

## Antecedentes y lanzamiento
El 5 de junio de 2019, se reveló que Chanyeol y Sehun debutarían en una nueva subunidad en julio. El 28 de junio, se anunció que la subunidad debutaría con un miniálbum titulado What a Life. El 9 de julio, W Korea lanzó un teaser instrumental de una de las canciones de los singles después de la sesión fotográfica del dúo para la revista. El 11 de julio, los detalles del álbum se publicaron en las redes sociales de EXO. El 12 de julio, se reveló que el EP tendría tres sencillos «What a Life», «Just us 2» y «Closer to You». El mismo día se reveló que el EP fue producido por Gaeko de Dynamic Duo y Devine Channel. El 15 de julio, se lanzaron dos fotos de Sehun y Chanyeol. El mismo día, se reveló que el dúo participó escribiendo y componiendo las canciones, y que el mensaje del EP es para los jóvenes. Un vídeo similar a una llamada de Chanyeol y Sehun fue lanzado el mismo día en que les pidieron a los fanáticos que esperen su álbum. El 16 de julio, se lanzaron dos imágenes teaser del dúo juntos. El 17 de julio, se lanzaron tres vídeos del dúo con los productores del álbum, Gaeko y Divine Channel, donde se habló sobre la creación del disco. El mismo día, se lanzaron cuatro imágenes adicionales y un teaser para los tres vídeos musicales de los sencillos. El 19 de julio, se lanzaron otras cuatro imágenes de teaser del dúo. El 20 de julio, una previsualización de las canciones fue lanzado, junto con otras dos imágenes teaser. El mismo día, el vídeo musical de «Just us 2» se lanzó antes del lanzamiento del álbum. El mismo día, se lanzaron dos imágenes teaser de los cantantes. El 22 de julio a las 12AM (KST), se lanzó el vídeo musical de «What a Life».

## Composición

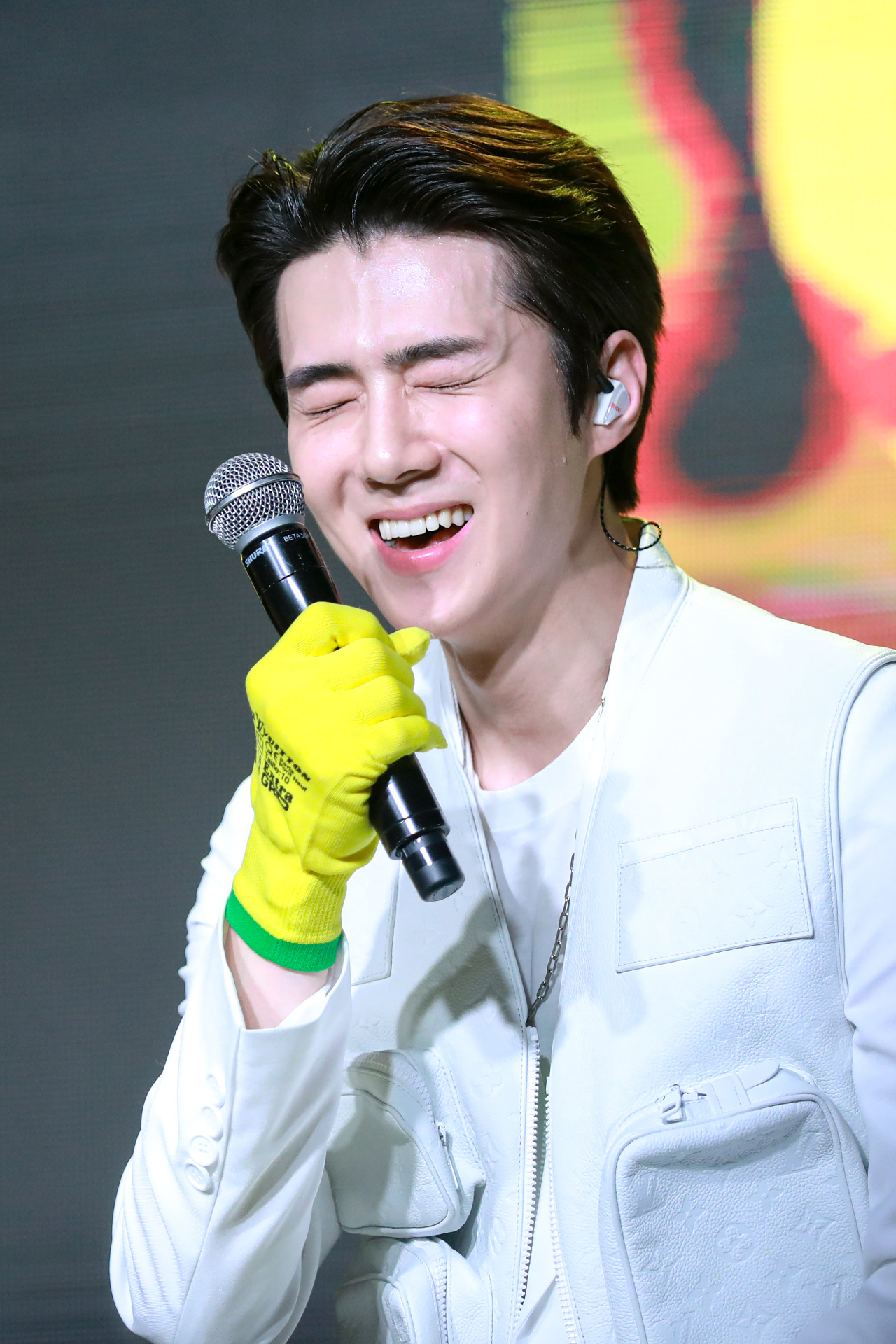
Sehun en el showcase del disco, el 22 de julio de 2019.

«What a Life» se describe como una canción de hip hop con un sonido único y un coro adictivo. El mensaje de la letra es «todos trabajemos y juguemos felices». «Just Us 2» es una canción hip hop con un sonido de piano adictivo y sintetizadores de sensaciones suaves y melodías geniales, con letras que retratan el paisaje de un lugar para las vacaciones de veranos. Es una colaboración entre Gaeko y EXO-SC. La canción fue compuesta por Grey y escrita por Boi B, Chanyeol (acreditado como Loey) y Sehun. «Closer to You» es una canción de hip hop romántica. Se describe como una canción impresionante con una melodía emocional y un coro altamente adictivo con letras que expresan el deseo de estar más cerca de alguien que amas. Chanyeol y Sehun participaron en la escritura de las letras con Hangzoo.

## Promoción
EXO-SC interpretó «What a Life» y «Closer to You» por primera vez en la gira EXO Planet #5 – EXplOration el 19 de julio y continuará haciéndolo en todo el tour. EXO-SC celebró un showcase el 22 de julio en MUV Hall en Seogyo-dong, Mapo-gu, Seúl. El mismo día, tuvieron un showcase para los fanáticos de Gaeko donde hablaron sobre el álbum, el proceso de creación e interpretaron los tres sencillos.

## Éxito comercial
Las ventas de What a Life en QQ Music superaron el millón de yuanes y recibieron una certificación de platino.

## Lista de canciones
| N.º   | Título                                                         | Letras                      | Música                               | Duración |  |
| 1.    | «What a Life»                                                  | Gaeko, Loey, Sehun          | Gaeko, Devine-Channel, Aris Maggiani | 3:23     |  |
| 2.    | «Just Us 2» (있어 희미하게; isseo huimihage; featuring. Gaeko) | Gaeko, Boi B, Loey, Sehun   | Gaeko, GRAY, DAX                     | 3:18     |  |
| 3.    | «Closer to You» (부르면 돼; buleumyeon dwae)                   | Gaeko, Hangzoo, Loey, Sehun | Gaeko, Devine-Channel                | 3:29     |  |
| 4.    | «Borderline» (선; seon)                                        | Gaeko, Loey, Sehun          | Gaeko, Devine-Channel, Mike Dupree   | 2:39     |  |
| 5.    | «Roller Coaster» (롤러코스터; lolleokoseuteo)                  | Studio 519, Sehun, Gaeko    | Studio 519, Sehun                    | 3:10     |  |
| 6.    | «Daydreamin» (夢; mèng)                                        | Studio 519, Sehun           | Studio 519, Sehun                    | 4:31     |  |
| 20:08 |                                                                |                             |                                      |          |  |

Nota: Studio 519 está compuesto por Loey, MQ, Jeon Yong-joon y Yunji)

## Posicionamiento en listas

### Listas semanales
| Lista (2019)                       | Mejor posición |
| ---------------------------------- | -------------- |
| French Digital Albums (SNEP)       | 29             |
| Japanese Albums (Oricon)           | 19             |
| Japan Hot Albums (Billboard Japan) | 26             |
| Polish Albums (POL)                | 43             |
| South Korean Albums (Gaon)         | 1              |
| UK Digital Albums (OCC)            | 78             |
| US Independent Albums (Billboard)  | 32             |
| US Top Heatseekers (Billboard)     | 10             |
| US World Albums (Billboard)        | 8              |

### Lista anual
| Lista (2019)               | Mejor posición |
| -------------------------- | -------------- |
| South Korean Albums (Gaon) | 12             |

## Historial de lanzamiento
| País                            | Fecha               | Formato                     | Distribuidora             |
| ------------------------------- | ------------------- | --------------------------- | ------------------------- |
| Varios                          | 22 de julio de 2019 | Descarga digital, streaming | SM Entertainment, Dreamus |
| Corea del Sur                   | 22 de julio de 2019 |                             | SM Entertainment, Dreamus |
| CD, descarga digital, streaming | 22 de julio de 2019 |                             | SM Entertainment, Dreamus |